# Ян Ґловач-Олешніцький
Ян Ґловач-Олешніцький або Ян званий «Ґловачем» Олешніцький із Олешніци гербу Дембно (нар. бл. 1400 — пом. 1460) — державний діяч Королівства Польського, каштелян жарнувський (1425—1430), маршалок великий коронний (1430—1440), староста генеральний краківський (1439—1440), великорадця краківський (1439), сандомирський каштелян (1440—1442) і воєвода (1442—1460).

## Життєпис
Народився Ян близько 1400 року у сім'ї Яна (Яська) з Олешніци, краківського земського судді та старости, й Доброхни з Рожнова. Походив зі шляхетського роду Олешніцьких гербу Дембно. Мав старшого брата Збіґнєва, кардинала та єпископа краківського, та 2-х сестер — Пахну й Катажину. Використовував придомок «із Олешніци» від назви родового міста у Сандомирському воєводстві.
Імовірно, брав участь у Голубській війні з Тевтонським орденом 1422 року, після її закінчення, наприкінці року викликав листом сілезького лицаря на службі ордену Конрада Нємпча на поєдинок через зраду останнім даного слова лицаря не служити більше тевтонцям.
Від самого початку своєї політичної кар'єри перебував під впливом свого старшого брата, краківського єпископа, а пізніше — кардинала (1449) Збіґнєва Олешніцького. З 1425 по 1430 роки перебував на посаді каштеляна жарнувського. 1430 року отримав посаду маршалка великого коронного, яку обіймав до 1440 року. У жовтні 1430 року супроводжував короля Владислава Ягайла до Литви, після повернення поширював звістку про тамтешнє ув'язнення короля. 1431 року з власною хоругвою взяв участь у Луцькому поході проти Свидригайла, під час якого він був призначений королем одним із головнокомандувачів.
13 січня 1433 року Ян Олешніцький за допомогою восьми свідків зняв із себе звинувачення від Міколая Корніча Сєстженця щодо нешляхетності. 8 квітня 1434 року Ян уклав домовленість із лідером опозиції щодо політики свого брата, Спитком Мельштинським, яка, зокрема, передбачала шлюб племінниці останнього Ядвіги зі Збіґнєвом, старшим сином Олешніцького. Проте, запланований шлюб не відбувся через передчасну смерть Збіґнєва, домовленість була розірвана 1441 року. 25 липня 1434 як маршалок оголосив про вибір новим королем Владислава III Варненчика. Наприкінці цього року їздив у посольство до Сигізмунда Люксембурга щодо можливого одруження новообраного короля з онукою імператора. 1438 року він брав участь у військовому поході на підтримку польської кандидатури на чеський престол, виставивши власну хоругву зі 120 вояків.
Протягом 1439—1440 років обіймав посаду генерального старости краківського, був також великорадцею краківським (1439). Навесні 1439 року, після створення у Новому Корчині Збіґнєвом Олешніцьким антигуситської конфедерації, на це місто здійснив наїзд Спитко з Мельштину, створивши гуситську конфедерацію; агресивні дії останнього, зокрема, були спрямовані й на Яна Ґловача та його маєтності, хоча останнього не було в місті.
Упродовж 1440—1442 років був каштеляном сандомирським. Навесні 1440 року, разом із дядьком Добєславом, виїхав разом із князями Казимиром і Болеславом до Литви.
Восени 1442 року був призначений на посаду воєводи сандомирського, ним був до кінця свого життя. Влітку 1444 року разом із примасом Вінцентієм Котом відбував посольство до Вільна, яке посприяло вирішенню суперечки між Литвою та Мазовією за Підляшшя, зокрема, щодо Дорогичинської землі.
Після смерті Владислава Варненчика в листопаді 1444 року, Ян Ґловач підтримував кандидатуру мазовецького князя Болеслава IV на польський трон. Проте, навесні 1446 року був членом посольства до князя Казимира, яке схилило його до прийняття польської корони. За відомостями Яна Длугоша, під час коронації Казимира IV Ягеллончика 25 червня 1447 року «Ян Ґловач з Олешніци, воєвода сандомирський, тримав меч Щербцем званий».
1452 року разом із братом-кардиналом і воєводою краківським Яном Течинським опинився в рядах опозиції, яка прагнула відібрати у литовців частину Волині з Луцьком. Проте пізніше знайшов порозуміння з королем. 1454 року підтримав інкорпорацію Королівської Пруссії до складу Королівства Польського. Цього ж року засвідчив видання королем Нешавських статутів. Після смерті 1455 року брата Збіґнєва, політична кар'єра Яна Олешніцького закінчилася, адже він не був самостійним гравцем, а здебільшого виконував політичні, родинні та маєткові плани покійного кардинала. Він брав участь у сеймах 1456 і 1459 років, востаннє публічно виступив 29 червня 1460 року. Очевидно, невдовзі після того помер, був похований у кляшторі Святого Хреста на Лисій горі.

## Маєтності та фундації
1427 року Збіґнєв Олешніцький придбав для Яна село Пінчів з околицями. 1428 року останній отримав від короля право на заснування міста. Разом із братом на місці старого замку, протягом 30 років збудували новий, витративши на це значні кошти — 20 тисяч гривень. 1432 року придбав із заставою королівський замок і місто Солець-над-Віслою в Сандомирській землі разом із 8 селами за 1200 марок і одержав від короля право вічного володіння.
Наприкінці життя Ян Ґловач став одним із найбагатших магнатів Малопольщі. 1450 року він володів містечком Пінчевом із замком і близько 50 селами у Віслицькому та Сандомирському повітах, 6 селами у Краківській землі та 6 селами у Люблінському повіті. У своїх маєтностях він переводив села на німецьке право і намагався товаризувати хлібне господарство.
3 жовтня 1449 року Ян разом із братом Збіґнєвом видали фундаційний документ кляштору паулінів у Пінчеві. 1453 року Збіґнєв Олешніцький заснував кляштор і костел бернардинів на Страдомі (Краків) на землі, яка належала Яну Ґловачу.

## Сім'я
Ян Олешніцький 1424 року одружився з Анною Тенчинською, донькою підстолія краківського та каштеляна войницького Анджея Тенчинського. Мали семеро дітей:
- Збіґнєв;
- Катажина — дружина каштеляна сандомирського Павла Ясєнського;
- Збіґнєв — єпископ куявсько-поморський, архієпископ Ґнєзненський і примас Польщі; підканцлер коронний;
- Ян — придворний королівський, староста негродовий любовельський;
- Анджей — каштелян сондецький і староста львівський;
- Фелікс Ян;
- Анна — дружина воєводи люблінського Яна Фелікса Тарновського[pl].